# جانی برین
جانی برین (انگلیسی: Jonny Brain؛ زادهٔ ۱۱ فوریهٔ ۱۹۸۳) بازیکن فوتبال اهل بریتانیا است.
از باشگاه‌هایی که در آن بازی کرده‌است می‌توان به باشگاه فوتبال نانت‌ویچ، باشگاه فوتبال والسال، باشگاه فوتبال مکلسفیلد تاون، باشگاه فوتبال کارلایل یونایتد، باشگاه فوتبال نیوکاسل یونایتد، باشگاه فوتبال استافورد رانجرز، و باشگاه فوتبال پورت ویل اشاره کرد.